# Batubulan Kangin
Batubulan Kangin is een bestuurslaag in het regentschap Gianyar van de provincie Bali, Indonesië. Batubulan Kangin telt 8450 inwoners (volkstelling 2010).